# Estación de Ricla-La Almunia
Ricla-La Almunia es una estación ferroviaria situada en el municipio español de Ricla en la provincia de Zaragoza, comunidad autónoma de Aragón. Cuenta con servicios de Media Distancia.

## Situación ferroviaria
La estación se encuentra en el punto kilométrico 280,4 de la línea férrea de ancho ibérico que une Madrid con Barcelona a 367 metros de altitud, entre las estaciones de Morata de Jalón y de Calatorao.
El tramo está electrificado, siendo de vía única hacia Calatayud y de doble vía hacia Zaragoza.

## Historia
La estación fue inaugurada el 25 de mayo de 1863 con la apertura del tramo Medinaceli - Zaragoza de la línea férrea Madrid-Zaragoza por parte de la Compañía de los Ferrocarriles de Madrid a Zaragoza y Alicante o MZA. En 1941, la nacionalización del ferrocarril en España supuso la integración de la compañía en la recién creada RENFE.
Entre 1977 y 1983, fecha en que fueron sustituidos por autobuses, existió un servicio desde Zaragoza-El Portillo prestado por un Ferrobús que, vía Calatayud, Daroca y Caminreal, enlazaba con Teruel. Este servicio tenía una duración de 4 h y 56 min.
Desde el 31 de diciembre de 2004 Renfe Operadora explota la línea mientras que Adif es la titular de las instalaciones ferroviarias.

## La estación
El edificio de viajeros es de una sola planta, con seis vanos por costado, conservando aún la oficina del gabinete de circulación. Posee también un refugio acristalado anexo para aguardar la llegada de los trenes. 
La estación consta de seis vías, siendo dos de ellas principales (vías 1 y 2), una derivada (vía 4) y tres en topera procedentes de Calatayud.
Las dos vías principales confluyen en una a la salida sur de la estación, lo que conlleva que los trenes procedentes de Calatayud y destino Zaragoza entren cambiando de vía para, una vez sobrepasada la estación, convertirse en vía principal sentido Zaragoza (vía 2). A dichos trenes, si efectúan parada en la estación, se acceden por el andén central y vía 4. Si son trenes directos lo hacen sin detenerse por la vía 2, mientras que los que se dirigen a Madrid lo hacen siempre por la vía 1 (principal). Los cambios de andén se hacen a nivel por una rampa adaptada a personal con movilidad reducida.
La estación, pese a su nombre, se halla realmente en el casco urbano de Ricla y más lejos de La Almunia de Doña Godina, a unos 4 km de las primeras casas. A la estación se accede por la Autovía A-2, salida 273, para continuar por la A-121 sentido Ricla y finalmente desviarse a la izquierda antes de alcanzar esta población. El acceso último incluye cruzar un paso a nivel para vehículos.
El horario de la estación es de 7.40 h a 21.50 h

## Servicios ferroviarios

### Media Distancia

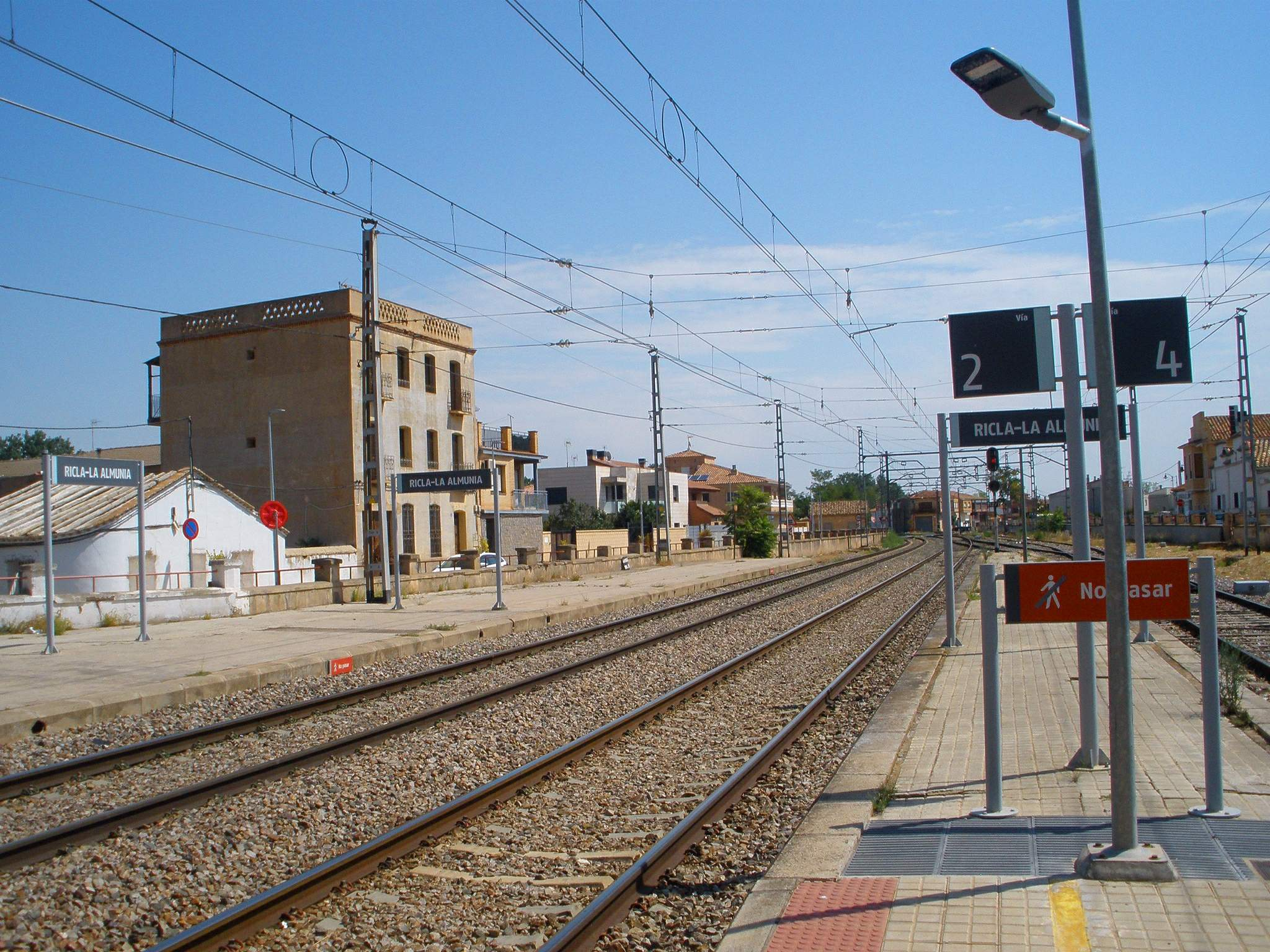

Renfe presta servicios de Media Distancia gracias a sus trenes Regionales en los trayectos indicados, realizando dos servicios diarios por sentido en total, de la forma en que se detalla a continuación.
El servicio regional con destino/origen Madrid-Chamartín/Lérida se presta una vez al día por sentido con trenes automotores eléctricos R-470 de Renfe. El servicio Zaragoza-Arcos de Jalón se presta una vez al día por sentido con antiguos Intercity reconvertidos a regionales, los trenes de la serie 448 de Renfe. 
A modo de ejemplo, el tiempo que se invierte en hacer el recorrido hasta Madrid-Chamartín es de 3h y 47'. Hasta Zaragoza-Delicias el tiempo invertido es entre 39'.
El horario oficial de Renfe puede descargarse de esta página de la Asociación de amigos del ferrocarril de Castilla-La Mancha.
| Línea MD | Trenes   | Origen/Destino   |  | Destino/Origen      |
| -------- | -------- | ---------------- |  | ------------------- |
|          | Regional | Madrid-Chamartín |  | Lérida-Pirineos     |
|          | Regional | Arcos de Jalón   |  | Zaragoza-Miraflores |